# 鹿特丹中央车站
鹿特丹中央车站（荷蘭語：Station Rotterdam Centraal），为荷兰鹿特丹市的最主要的火车站。

## 历史
鹿特丹中央车站于1847年6月3日开始运营。1957年至2007年间的火车站大楼由建筑师Sybold van Ravesteyn设计，由于客流的增加，已经不敷应用。新的客运枢纽将于2013年完成。
鹿特丹中央车站现有13个站台，大部分为岛式站台。该火车站位于阿姆斯特丹－鹿特丹铁路、布雷达－鹿特丹铁路、乌特勒支－鹿特丹铁路、荷蘭高速鐵路南線交汇处。
鹿特丹中央车站也是鹿特丹地铁D线的一个站点。